# Болтич, Симо
Си́мо Бо́лтич (серб. Симо Болтић / Simo Boltić; 29 ноября 1994, Бачка-Паланка) — сербский гребец-байдарочник, выступает за сборную Сербии начиная с 2012 года. Участник первых Европейских игр в Баку, Средиземноморских игр в Мерсине, серебряный призёр чемпионата Европы, чемпион Европы среди юниоров, многократный победитель и призёр регат национального значения.

## Биография
Симо Болтич родился 29 ноября 1994 года в городе Бачка-Паланка автономного края Воеводина, Югославия. Активно заниматься греблей начал с раннего детства, проходил подготовку в местном спортивном клубе «Синтелон».
Первого серьёзного успеха на международном уровне добился в сезоне 2012 года, одержав победу на чемпионате Европы среди юниоров в Португалии. Год спустя вошёл в основной состав сербской национальной сборной и побывал на взрослом европейском первенстве в городе Монтемор-у-Велью, откуда привёз награду серебряного достоинства, выигранную вместе с напарником Марко Драгосавлевичем в зачёте двухместных байдарок на дистанции 500 метров — в финале их опередил только немецкий экипаж будущих олимпийских чемпионов Макса Рендшмидта и Маркуса Гросса. Также в этом сезоне выступил на Средиземноморских играх в Мерсине, но попасть здесь в число призёров не смог.
В 2015 году в двойках на пятистах метрах Болтич завоевал серебряную медаль на молодёжном чемпионате Европы в Брашове. Благодаря череде удачных выступлений удостоился права защищать честь страны на первых Европейских играх в Баку — в составе четырёхместного экипажа, куда также вошли гребцы Деян Терзич, Владимир Торубаров и Эрвин Холперт, занял четвёртое место в стартовом квалификационном заезде, был вторым в полуфинале, а в решающем заезде показал шестое время, немного не дотянув до призовых позиций. Кроме того, в паре с Владимиром Торубаровым стартовал в двойках на тысяче метрах, но они не сумели преодолеть стартовый квалификационный этап, заняв в нём последнее девятое место.
После Европейских игр Симо Болтич остался в составе гребной команды Сербии и продолжил принимать участие в крупнейших международных регатах. Так, в 2016 году он выступил на молодёжном чемпионате Европы в болгарском Пловдиве, где стал серебряным призёром в программе байдарок-двоек на дистанции 1000 метров.